# Fiona Lewis
Fiona Lewis, född 28 september 1946 i Westcliff-on-Sea, Essex, är en brittisk skådespelerska och författare.

## Rollista i urval
- 1966 – Helgonet (TV-serie) (1 avsnitt)
- 1967 – Casino Royale (ej krediterad)
- 1967 – Vampyrernas natt
- 1972 – Dr. Phibes kommer tillbaka
- 1975 – Lisztomania
- 1975 – McCoy (TV-serie) (1 avsnitt)
- 1977 – Tigerhajarna - havets marodörer
- 1978 – Mardrömsjakten
- 1981 – Par i hjärter (TV-serie) (1 avsnitt)
- 1986 – Alfred Hitchcock presenterar (TV-serie) (1 avsnitt)
- 1987 – 24-timmarsjakten